# Verletztes Kind ohne überlebende Familienmitglieder

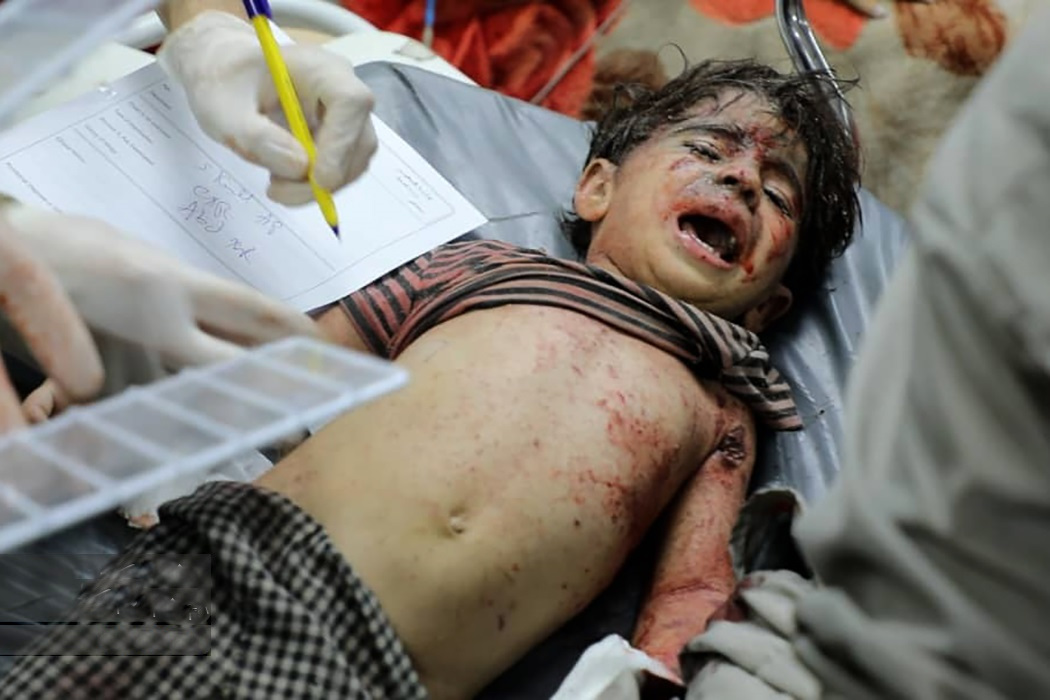
Ein verletztes palästinensisches Kind im Oktober 2023

Verletztes Kind ohne überlebende Familienmitglieder (aus dem Englischen Wounded child, no surviving family, wird auch oft als Abkürzung WCNSF benutzt) ist ein medizinischer Begriff, der im Laufe von der humanitären Krise in Gaza entstand. Im März 2024 fielen schätzungsweise 17.000 Kinder in diese Kategorie. Der Begriff wurde erstmals im November 2023 von „Ärzte ohne Grenzen“ (MSF) erwähnt.